# Table d'hôte
Table d'hôte er at måltiderne på et hotel indtages på et fast klokkeslæt, hvor gæsterne sidder samlet omkring et stort bord.
H. C. Andersen omtaler fænomenet af egen erfaring. Således spiste han på sin rejse til Harzen i sommeren 1831 ved "Tabeldote", som han stavede det, i flere af de byer, han besøgte undervejs. Da han kom til Goslar den 25. maj 1831 spiste han midt på dagen ved "Tabeldote, der ei var saa godt, som i Hamborg og Braunschweig..." 
I fhv. postekspedient Møllers erindringer fra Aarhus 1862-64, omtaler han postførerne af postdiligencen Aarhus-Flensborg: "...så begriber jeg næsten ikke, hvorledes de, når de kom tilbage fra Flensborg, havde råd til at tage plads ved Table d'hôte på Hotel Royal".
I Danmark forbindes det dog oftest med et pensionat.
Table d'hôte betyder blot fællesbord på dansk.